# Jason Stoltenberg
Jason Stoltenberg (* 4. April 1970 in Narrabri) ist ein ehemaliger australischer Tennisspieler.

## Karriere
Stoltenberg begann seine Karriere auf einem Antbed Court, der sich auf der Baumwollfarm seines Vaters in New South Wales befand. 1987 gewann er den Jugendtitel der Australian Open, anschließend war er die Nummer eins der Jugendweltrangliste. Später in dem Jahr wurde er Profispieler.
1989 erreichte er in Livingston sein erstes Finale auf der Tour.
Seinen ersten Profititel gewann er 1993 in Manchester. Er gehörte auch zum australischen Davis-Cup-Team, das im selben Jahr nach einer Niederlage im Endspiel gegen Deutschland Zweiter wurde.
Stoltenbergs größter Erfolg bei einem Grand-Slam-Turnier war sein Halbfinaleinzug 1996 in Wimbledon, wo er sich dem späteren Gewinner Richard Krajicek geschlagen geben musste.
Während seiner Karriere gewann Stoltenberg vier Einzel- und fünf Doppeltitel auf der Tour. Seine besten Weltranglistenpositionen waren Platz 19 im Einzel und Platz 23 im Doppel. Seinen letzten Einzeltitel gewann er 1997 in Coral Springs. 2001 beendete er seine aktive Tenniskarriere.
Nach seinem Abschied vom Profitennis wurde er Trainer von Lleyton Hewitt.

## Erfolge
| Legende (Anzahl der Siege)           |
| Grand Slam                           |
| Tennis Masters Cup                   |
| Championship Series, Single Week (1) |
| ATP Championship Series              |
| ATP World Tour (8)                   |

| Titel nach Belag |
| Hartplatz (3)    |
| Sand (3)         |
| Rasen (2)        |
| Teppich (1)      |

### Einzel

#### Turniersiege
| Nr. | Datum          | Turnier           | Belag | Finalgegner    | Ergebnis       |
| --- | -------------- | ----------------- | ----- | -------------- | -------------- |
| 1.  | 21. Juni 1993  | Manchester        | Rasen | Wally Masur    | 6:1, 6:3       |
| 2.  | 18. April 1994 | Houston           | Sand  | Gabriel Markus | 6:3, 6:4       |
| 3.  | 20. April 1996 | Coral Springs     | Sand  | Chris Woodruff | 7:64, 2:6, 7:5 |
| 4.  | 12. Mai 1997   | Coral Springs (2) | Sand  | Jonas Björkman | 6:0, 2:6, 7:5  |

#### Finalteilnahmen
| Nr. | Datum           | Turnier         | Belag     | Finalgegner       | Ergebnis        |
| --- | --------------- | --------------- | --------- | ----------------- | --------------- |
| 1.  | 13. August 1989 | Livingston      | Hartplatz | Brad Gilbert      | 4:6, 4:6        |
| 2.  | 24. Juli 1994   | Washington D.C. | Hartplatz | Stefan Edberg     | 4:6, 2:6        |
| 3.  | 31. Juli 1994   | Toronto         | Hartplatz | Andre Agassi      | 4:6, 4:6        |
| 4.  | 4. Mai 1997     | Atlanta (1)     | Sand      | Marcelo Filippini | 6:72, 4:6       |
| 5.  | 11. Januar 1998 | Adelaide        | Hartplatz | Lleyton Hewitt    | 6:3, 3:6, 6:74  |
| 6.  | 8. März 1998    | Scottsdale      | Hartplatz | Andre Agassi      | 4:6, 6:73       |
| 7.  | 3. Mai 1998     | Atlanta (2)     | Sand      | Pete Sampras      | 7:62, 3:6, 6:74 |
| 8.  | 16. Januar 2000 | Sydney          | Hartplatz | Lleyton Hewitt    | 4:6, 0:6        |
| 9.  | 16. April 2000  | Atlanta (3)     | Sand      | Andrew Ilie       | 3:6, 5:7        |

### Doppel

#### Turniersiege
| Nr. | Datum              | Turnier       | Belag           | Partner         | Finalgegner                  | Ergebnis      |
| --- | ------------------ | ------------- | --------------- | --------------- | ---------------------------- | ------------- |
| 1.  | 6. Mai 1990        | Singapur      | Hartplatz       | Mark Kratzmann  | Brad Drewett Todd Woodbridge | 6:1, 6:0      |
| 2.  | 24. Juni 1990      | Manchester    | Rasen           | Mark Kratzmann  | Nick Brown Kelly Jones       | 6:3, 2:6, 6:4 |
| 3.  | 30. September 1990 | Brisbane      | Hartplatz       | Todd Woodbridge | Brian Garrow Mark Woodforde  | 2:6, 6:4, 6:4 |
| 4.  | 10. Februar 1991   | San Francisco | Teppich (Halle) | Wally Masur     | Ronnie Båthman Rikard Bergh  | 4:6, 7:6, 6:4 |
| 5.  | 17. Januar 1993    | Sydney        | Hartplatz       | Sandon Stolle   | Luke Jensen Murphy Jensen    | 6:3, 6:4      |

#### Finalteilnahmen
| Nr. | Datum          | Turnier  | Belag     | Partner         | Finalgegner                         | Ergebnis      |
| --- | -------------- | -------- | --------- | --------------- | ----------------------------------- | ------------- |
| 1.  | 17. April 1988 | Madrid   | Sand      | Todd Woodbridge | Sergio Casal Emilio Sánchez Vicario | 7:6, 6:7, 3:6 |
| 2.  | 22. April 1990 | Seoul    | Hartplatz | Todd Woodbridge | Grant Connell Glenn Michibata       | 6:7, 4:6      |
| 3.  | 5. Januar 1992 | Adelaide | Hartplatz | Mark Kratzmann  | Goran Ivanišević Marc Rosset        | 6:7, 6:7      |
| 4.  | 18. April 1993 | Hongkong | Hartplatz | Sandon Stolle   | David Wheaton Todd Woodbridge       | 1:6, 3:6      |
| 5.  | 23. April 1995 | Bermuda  | Sand      | Brett Steven    | Grant Connell Todd Martin           | 6:7, 6:2, 5:7 |
| 6.  | 12. Juli 1998  | Newport  | Hartplatz | Scott Draper    | Doug Flach Sandon Stolle            | 2:6, 6:4, 6:7 |